# Dwurząd wąskolistny
Dwurząd wąskolistny (Diplotaxis tenuifolia (L.) D.C.) – gatunek rośliny z rodziny kapustowatych.

## Rozmieszczenie
Rodzimy obszar jego występowania to część Europy, Azja Zachodnia, Kaukaz. Jako gatunek zawleczony rozprzestrzenił się w innych rejonach Europy, w Afryce Północnej (Algieria), w Japonii na wyspie Honsiu, w Australii, Ameryce Północnej i w Argentynie. W Polsce zadomowiony antropofit. 

## Morfologia

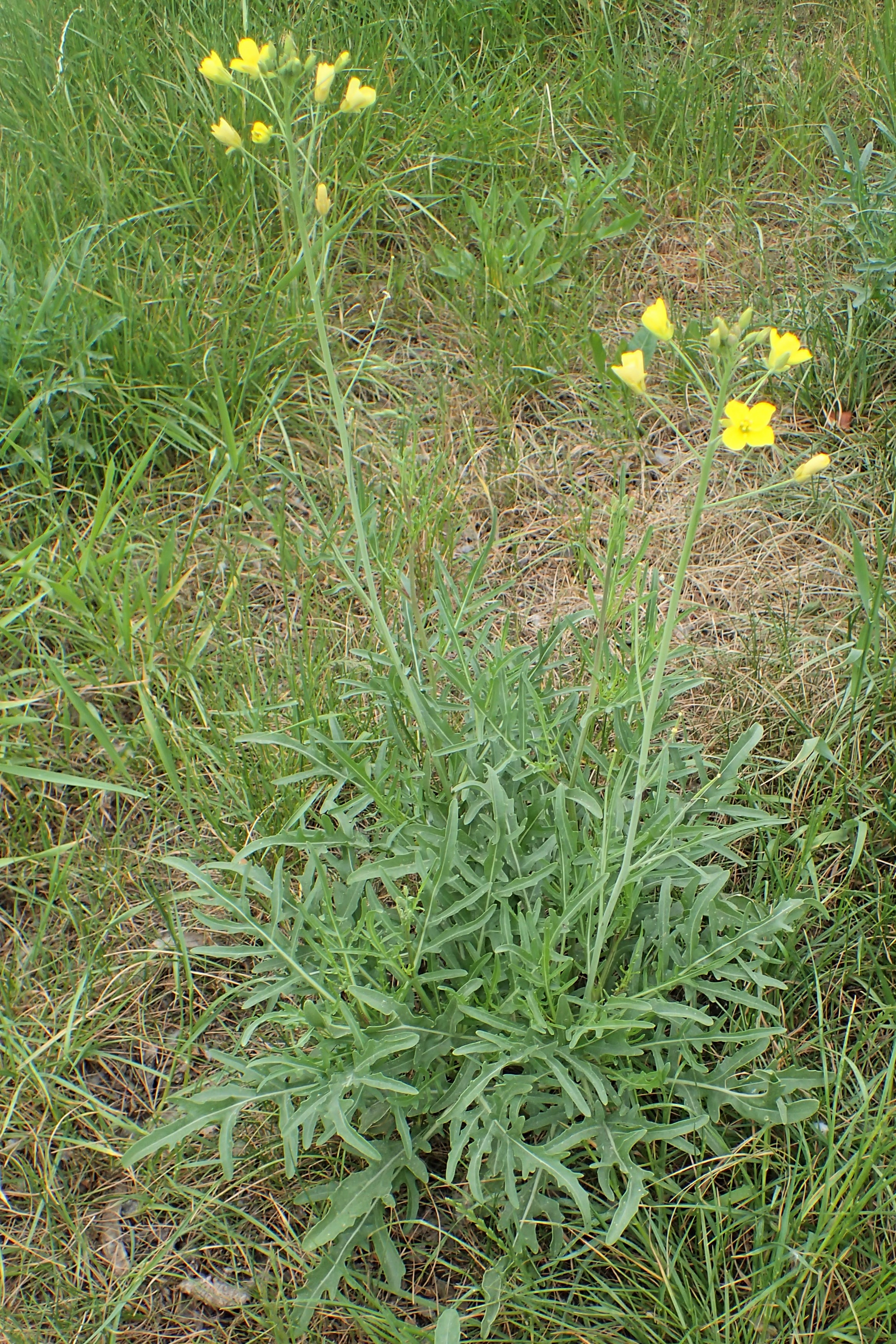
Pokrój

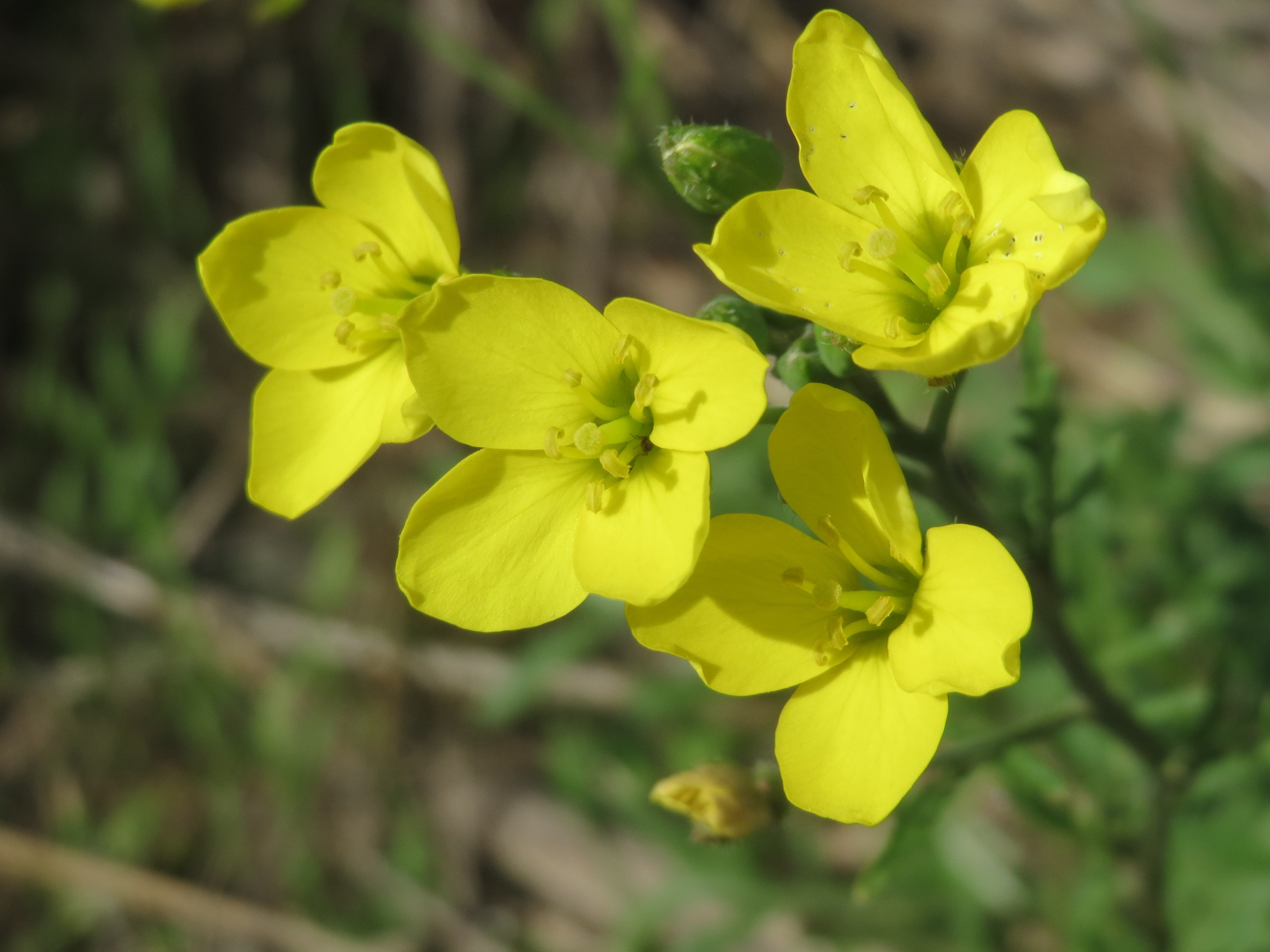
Kwiaty

ŁodygaNaga, nieco zdrewniała u nasady, u góry ulistniona. Wysokość od 30 do 80 cm.
LiścieNiebieskozielone, głęboko pierzastodzielne, skierowane ukośnie do góry.
KwiatyŻółte o koronie od 8 – 14 mm.

## Biologia i ekologia
Bylina, hemikryptofit. Kwitnie od maja do września. Siedlisko: przydroża, wysypiska. W klasyfikacji zbiorowisk roślinnych gatunek charakterystyczny dla Ass. Diplotaxi tenuifoliae-Agropyretum repentis.